# Henricia reniossa
Henricia reniossa är en sjöstjärneart som beskrevs av Hayashi 1940. Henricia reniossa ingår i släktet Henricia och familjen krullsjöstjärnor.

## Underarter
Arten delas in i följande underarter:
- H. r. asiatica
- H. r. reniosa